# Avici

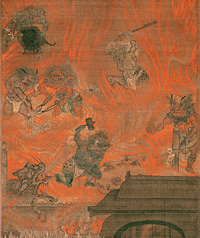
Målning av Avici från 1200-talet (Nationalmuseet i Tokyo).

Avīci eller Avici (med betydelsen "utan vågor" på sanskrit och pali) är inom buddhismen den lägsta nivån inom Naraka (buddhismens helvetesvärldar) där mest elände och plåga väntar den som återföds (på grund av grava illgärningar som begåtts under tiden som levande).
I Avici hamnar man, enligt buddhismens läror, om man begått en ānantarika-karma, det vill säga en handling som genom den karmiska processen orsakar en omedelbar katastrof. De fem huvudsakliga illgärningar som leder till en sådan katastrof är följande:
- Medvetet döda sin far
- Medvetet döda sin mor
- Döda en Arahant (upplyst varelse)
- Spilla blodet av en buddha
- Skapa en schism inom Sanghat, den buddhistiska gemenskapen av munkar och nunnor.

## Inom populärkulturen
Den svenske discjockeyn och musikproducenten Tim Bergling (1989–2018) rönte stora publika och kommersiella framgångar på 2010-talet under artistnamnet Avicii.